# أنجوس ماكفادين
أنجوس ماكفادين (بالإنجليزية: Angus Macfadyen) (و. 1963  م) هو ممثل مسرحي، وممثل أفلام اسكتلندي، ولد في غلاسكو.

## التعليم
تعلم في المدرسة المركزية للخطابة والدراما ‏، وجامعة إدنبرة.

## الأعمال

### أفلام
| السنة | العنوان | الدور  |
| ----- | ------- | ------ |
| 2006  | .45     | بيغ آل |

## روابط خارجية
- أنجوس ماكفادين على موقع IMDb (الإنجليزية)
- أنجوس ماكفادين على موقع ألو سيني (الفرنسية)
- أنجوس ماكفادين على موقع أول موفي (الإنجليزية)
- أنجوس ماكفادين على موقع قاعدة بيانات الأفلام السويدية (السويدية)
- أنجوس ماكفادين على موقع إن إن دي بي (الإنجليزية)
- أنجوس ماكفادين على موقع قاعدة بيانات الفيلم (الإنجليزية)
- أنجوس ماكفادين على موقع كينوبويسك (الروسية)